# Primetime-Emmy-Verleihung 2007
| Statistik | Nominierungen | Preise |
| ABC       | 70            | 4      |
| CBS       | 44            | 9      |
| FOX       | 28            | 7      |
| HBO       | 86            | 15     |
| NBC       | 69            | 12     |
| PBS       | 24            | 6      |
| Andere    | 135           | 28     |

Die Emmy-Verleihung 2007 in der Sparte Primetime fand am 8. und 16. September 2007 im Shrine Auditorium in Los Angeles statt. Die Emmy Awards wurden zum 59. Mal vergeben.
Am erfolgreichsten schnitten die Fernsehmehrteiler Broken Trail, Prime Suspect: The Final Act und die Serie Die Sopranos mit je drei gewonnenen Preisen ab. Broken Trail von Regisseur Walter Hill spielt zur Zeit des Wilden Westens im Jahr 1898 und konnte sich in den Kategorien Beste Miniserie, Bester Haupt- (Robert Duvall) und Bester Nebendarsteller in einer Miniserie oder einem Fernsehfilm (Thomas Haden Church) durchsetzen. Prime Suspect: The Final Act ist die letzte Episode der preisgekrönten britischen Krimiserie um Polizeibeamtin Jane Tennison (gespielt von Helen Mirren) und wurde mit Preisen für Hauptdarstellerin, Regie und Drehbuch bedacht. Die US-amerikanische Fernsehserie Die Sopranos, die vom Leben einer fiktiven italo-amerikanischen Mafiafamilie in New Jersey handelt, hatte bereits in der Vergangenheit 18 Emmys gewonnen, sicherte sich die Preise für die beste Dramaserie, Regie und Drehbuch. Mit je zwei Auszeichnungen waren die Comedyserie Ugly Betty und Rob Marshalls Tony Bennett: An American Classic erfolgreich. Als beste Comedyserie triumphierte 30 Rock unter anderem über den Vorjahressieger The Office.
Durch den Abend führte Moderator Ryan Seacrest. Die Sendung begann mit einer Computeranimation der beiden Family-Guy-Charaktere Stewie und Brian, die eine abgewandelte Version ihres FCC-Songs darboten. Live-Auftritte erfolgten während der Show unter anderem durch Tony Bennett und Christina Aguilera, die beide gemeinsam das Stück „Steppin' Out (With My Baby)“ interpretierten. Erinnert wurde an den Erfolg des Fernsehmehrteilers Roots, dessen Schauspielensemble den Preis für die beste Miniserie an Broken Trail vergab. Das Fernsehdrama hatte dreißig Jahre zuvor, 1977, in selbiger Kategorie triumphiert und den Weg des jungen farbigen Afrikaners Kunta Kinte zum Sklavendienst in den USA porträtiert. Erinnert wurde auch an die verstorbenen Fernsehschaffenden der letzten Monate in einem kurzen Filmbeitrag, zu denen Jane Wyatt, Joseph Barbera, Roscoe Lee Browne, Yvonne De Carlo, Sidney Sheldon, Glenn Ford, Arthur Hill, Beverly Sills, Stan Daniels, Barbara McNair, Stuart Rosenberg, Steve Irwin, Joel Siegel, Peter Boyle, Charles Nelson Reilly, Jack Palance, Jane Wyman, Tom Poston, Luciano Pavarotti und Merv Griffin gehörten.

## Ablauf
Die Nominierungen wurden am 19. Juli 2007 von Jon Cryer und Kyra Sedgwick bekannt gegeben. Die erfolgreichsten Produktionen waren dabei Bury My Heart At Wounded Knee (17 Nominierungen), Broken Trail (16), Die Sopranos (15) und Ugly Betty (11). Der Sender mit den meisten Nominierungen war erneut HBO (86).
Am 8. September werden zunächst die Creative Arts Emmys verliehen; die Veranstaltung wird in den USA vom Fernsehsender E! übertragen.
Die Hauptveranstaltung (Primetime Telecast) fand am 16. September statt. Vergeben wurden Emmys in 27 Kategorien. Produziert wurde die Veranstaltung wieder von Ken Ehrlich, nachdem die ursprünglich vorgesehenen Nigel Lythgoe und Ken Warwick wegen Terminproblemen absagen mussten. Als Moderator wurde Ryan Seacrest verpflichtet. Turnusgemäß strahlte FOX die Emmy-Verleihung 2007 aus, in Deutschland war sie live ProSieben zu sehen.
Die Verleihung der Emmys für die Sparte Daytime fand am 14. und 15. Juni statt.

## Nominierungen für die Primetime Emmy Awards
Die Preisträger sind fett gekennzeichnet.

### Dramaserie
(Outstanding Drama Series)
präsentiert von Helen Mirren
- Boston Legal
- Grey’s Anatomy
- Heroes
- Dr. House
- Die Sopranos

### Comedyserie
(Outstanding Comedy Series)
präsentiert von Patricia Heaton und Kelsey Grammer
- Entourage
- The Office
- 30 Rock
- Two and a Half Men
- Ugly Betty

### Miniserie
(Outstanding Mini Series)
präsentiert vom Schauspielensemble von Roots
- Broken Trail
- Prime Suspect: The Final Act
- The Starter Wife

### Fernsehfilm
(Outstanding Made for Television Movie)
präsentiert von Glenn Close, Mary-Louise Parker und Kyra Sedgwick
- Bury My Heart At Wounded Knee
- Inside The Twin Towers
- Die Moormörderin von Manchester
- The Ron Clark Story
- Why I Wore Lipstick To My Mastectomy

### Reality-TV-Wettbewerb
(Outstanding Reality-Competition Program)
präsentiert von Wayne Brady, Kanye West und Rainn Wilson
- The Amazing Race
- American Idol
- Dancing with the Stars
- Project Runway
- Top Chef

### Varieté-, Musik- oder Comedysendung
(Outstanding Variety, Music or Comedy Series)
präsentiert von Steve Carell
- Late Night with Conan O’Brien
- Late Show with David Letterman
- Real Time with Bill Maher
- The Colbert Report
- The Daily Show with Jon Stewart

### Hauptdarsteller in einer Dramaserie
(Outstanding Lead Actor in a Drama Series)
präsentiert von u. a. Kate Walsh
- James Gandolfini als Tony Soprano in Die Sopranos
- Hugh Laurie als Gregory House in Dr. House
- Kiefer Sutherland als Jack Bauer in 24
- James Spader als Alan Shore in Boston Legal
- Denis Leary als Tommy Gavin in Rescue Me

### Hauptdarsteller in einer Comedyserie
(Outstanding Lead Actor in a Comedy Series)
präsentiert von Stephen Colbert und Jon Stewart
- Alec Baldwin als Jack Donaghy in 30 Rock
- Ricky Gervais als Andy Millman in Extras
- Tony Shalhoub als Adrian Monk in Monk
- Steve Carell als Michael Scott in The Office
- Charlie Sheen als Charlie Harper in Two and a Half Men

### Hauptdarsteller in einer Miniserie oder einem Fernsehfilm
(Outstanding Lead Actor in a Miniseries or Movie)
präsentiert von Ali Larter und Kiefer Sutherland
- Robert Duvall als Prentice 'Print' Ritter in Broken Trail
- Tom Selleck als Jesse Stone in Jesse Stone: Sea Change
- Jim Broadbent als Lord Longford in Die Moormörderin von Manchester
- William H. Macy als Clyde Umney und Sam Landry in Nightmares and Dreamscapes: From the Stories of Stephen King
- Matthew Perry als Ron Clark in The Ron Clark Story

### Hauptdarstellerin in einer Dramaserie
(Outstanding Lead Actress in a Drama Series)
präsentiert von Felicity Huffman und Hugh Laurie
- Edie Falco als Carmela Soprano in Die Sopranos
- Patricia Arquette als Alison Dubois in Medium – Nichts bleibt verborgen
- Minnie Driver als Dahlia Malloy in The Riches
- Sally Field als Nora Walker in Brothers & Sisters
- Mariska Hargitay als Olivia Benson in Law & Order: Special Victims Unit
- Kyra Sedgwick als Brenda Leigh Johnson in The Closer

### Hauptdarstellerin in einer Comedyserie
(Outstanding Lead Actress in a Comedy Series)
präsentiert von Debra Messing und William Shatner
- Felicity Huffman als Lynette Scavo in Desperate Housewives
- Julia Louis-Dreyfus als Christine Campbell in The New Adventures of Old Christine
- Tina Fey als Liz Lemon in 30 Rock
- America Ferrera als Betty Suarez in Ugly Betty
- Mary-Louise Parker als Nancy Botwin in Weeds – Kleine Deals unter Nachbarn

### Hauptdarstellerin in einer Miniserie oder einem Fernsehfilm
(Outstanding Lead Actress in a Miniseries or a Movie)
präsentiert von Sally Field und Patrick Dempsey
- Queen Latifah als Ana in Life Support
- Helen Mirren als Jane Tennison in Prime Suspect: The Final Act (Masterpiece Theater)
- Mary-Louise Parker als Zenia Arden in The Robber Bride
- Debra Messing als Molly Kagan in The Starter Wife
- Gena Rowlands als Melissa Eisenbloom in What If God Were The Sun

### Nebendarsteller in einer Dramaserie
(Outstanding Supporting Actor in a Drama Series)
präsentiert von America Ferrera und Vanessa Williams
- Michael Imperioli als Christopher Moltisanti in Die Sopranos
- William Shatner als Denny Crane in Boston Legal
- T.R. Knight als George O'Malley in Grey’s Anatomy
- Masi Oka als Hiro Nakamura in Heroes
- Michael Emerson als Benjamin Linus in Lost
- Terry O’Quinn als John Locke in Lost

### Nebendarsteller in einer Comedyserie
(Outstanding Supporting Actor in a Comedy Series)
präsentiert von Ray Romano
- Kevin Dillon als Johnny Drama in Entourage
- Jeremy Piven als Ari Gold in Entourage
- Neil Patrick Harris als Barney Stinson in How I Met Your Mother
- Rainn Wilson als Dwight Schrute in The Office
- Jon Cryer als Alan Harper in Two and a Half Men

### Nebendarsteller in einer Miniserie oder einem Fernsehfilm
(Outstanding Supporting Actor in a Miniseries or Movie)
präsentiert von Kyle Chandler und Katherine Heigl
- Thomas Haden Church als Tom Harte in Broken Trail
- Aidan Quinn als Senator Dawes in Bury My Heart at Wounded Knee
- August Schellenberg als Sitting Bull in Bury My Heart at Wounded Knee
- Ed Asner als Luke Spelman in The Christmas Card
- Joe Mantegna als Lou Manahan in The Starter Wife

### Nebendarstellerin in einer Dramaserie
(Outstanding Supporting Actress in a Drama Series)
- Lorraine Bracco als Dr. Jennifer Melfi in Die Sopranos
- Aida Turturro als Janice Soprano in Die Sopranos
- Rachel Griffiths als Sarah Whedon in Brothers & Sisters
- Katherine Heigl als Izzie Stevens in Grey’s Anatomy
- Chandra Wilson als Miranda Bailey in Grey’s Anatomy
- Sandra Oh als Cristina Yang in Grey’s Anatomy

### Nebendarstellerin in einer Comedyserie
(Outstanding Supporting Actress in a Comedy Series)
präsentiert von Tina Fey und Julia Louis-Dreyfus
- Jaime Pressly als Joy Turner in My Name Is Earl
- Jenna Fischer als Pam Beesly in The Office
- Conchata Ferrell als Berta in Two and a Half Men
- Holland Taylor als Evelyn Harper in Two and a Half Men
- Vanessa Williams als Wilhelmina Slater in Ugly Betty
- Elizabeth Perkins als Celia Hodes in Weeds – Kleine Deals unter Nachbarn

### Nebendarstellerin in einer Miniserie oder einem Fernsehfilm
(Outstanding Supporting Actress in a Miniseries or Movie)
präsentiert von Marcia Cross und Mark Harmon
- Greta Scacchi als Nola Johns in Broken Trail
- Anna Paquin als Elaine Goodale in Bury My Heart at Wounded Knee
- Samantha Morton als Myra Hindley in Die Moormörderin von Manchester
- Judy Davis als Joan McAllister in The Starter Wife
- Toni Collette als Kathy Graham in Tsunami: The Aftermath

### Individuelle Leistung in einer Varieté- oder Musiksendung
(Outstanding Individual Performance in a Variety or Music Program)
- Ellen DeGeneres für Oscarverleihung 2007
- David Letterman für Late Show with David Letterman
- Stephen Colbert für The Colbert Report
- Jon Stewart für The Daily Show with Jon Stewart
- Tony Bennett für Tony Bennett: An American Classic

### Regie für eine Comedyserie
(Outstanding Directing for a Comedy Series)
präsentiert von Elaine Stritch und Stanley Tucci
- Scott Ellis für 30 Rock (Episode „The Break Up“)
- Julian Farino für Entourage (Episode „One Day in the Valley“)
- Ricky Gervais und Stephen Merchant für Extras (Episode „Orlando Bloom“)
- Will Mackenzie für Scrubs – Die Anfänger (Episode „My Musical“)
- Ken Kwapis für The Office (Episode „Gay Witch Hunt“)
- Richard Shepard für Ugly Betty (Episode „Pilot“)

### Regie für eine Dramaserie
(Outstanding Directing for a Drama Series)
präsentiert von Leslie Caron
- Felix Alcala für Battlestar Galactica (Episode „Exodus, Part II“)
- Bill D’Elia für Boston Legal (Episode „Son of the Defender“)
- Peter Berg für Friday Night Lights (Episode „Pilot“)
- David Semel für Heroes (Episode „Genesis“)
- Jack Bender für Lost (Episode „Through the Looking Glass“)
- Thomas Schlamme für Studio 60 on the Sunset Strip (Episode „Pilot“)
- Alan Taylor für Die Sopranos (Episode „Kennedy and Heidi“)
- Alan Taylor für Die Sopranos (Episode „The Blue Comet“)

### Regie für eine Varieté-, Musik- oder Comedysendung
(Outstanding Directing for a Variety, Music or Comedy Program)
präsentiert von Alec Baldwin
- Bruce Gowers für American Idol (Finale)
- Don Roy für Saturday Night Live (Gastgeber: Alec Baldwin)
- Jim Hoskinson für The Colbert Report (Episode #2161)
- Chuck O’Neil für The Daily Show with Jon Stewart (Episode #12061)
- Rob Marshall für Tony Bennett: An American Classic

### Regie für eine Miniserie, einen Fernsehfilm oder ein Special
(Outstanding Directing for a Miniseries, Movie or Dramatic Special)
präsentiert von Kathryn Morris und Danny Pino
- Walter Hill für Broken Trail
- Yves Simoneau für Bury My Heart at Wounded Knee
- Susanna White für Jane Eyre (Masterpiece Theater)
- Philip Martin für Prime Suspect: The Final Act
- Bharat Nalluri für Tsunami: The Aftermath

### Drehbuch für eine Comedyserie
(Outstanding Writing for a Comedy Series)
präsentiert von u. a. Teri Hatcher
- Robert Carlock für 30 Rock (Episode „Jack-tor“)
- Tina Fey für 30 Rock (Episode „Tracy Does Conan“)
- Ricky Gervais und Stephen Merchant für Extras (Episode „Daniel Radcliffe“)
- Greg Daniels für The Office (Episode „Gay Witch Hunt“)
- Michael Schur für The Office (Episode „The Negotiation“)

### Drehbuch für eine Dramaserie
(Outstanding Writing for a Drama Series)
präsentiert von Hayden Panettiere und Neil Patrick Harris
- Ronald D. Moore für Battlestar Galactica (Episode „Occupation“/„Precipice“)
- Carlton Cuse und Damon Lindelof für Lost (Episode „Through the Looking Glass“)
- David Chase und Matthew Weiner für Die Sopranos (Episode „Kennedy and Heidi“)
- Terence Winter für Die Sopranos (Episode „The Second Coming“)
- David Chase für Die Sopranos (Episode „Made in America“)

### Drehbuch für eine Varieté-, Musik- oder Comedysendung
(Outstanding Writing for a Variety, Music or Comedy Program)
- Late Night with Conan O’Brien
- Late Show with David Letterman
- Real Time with Bill Maher
- The Colbert Report
- The Daily Show with Jon Stewart

### Drehbuch für eine Miniserie, einen Fernsehfilm oder ein Special
(Outstanding Writing for a Miniseries, Movie or Dramatic Special)
präsentiert von Kathryn Morris und Danny Pino
- Alan Geoffrion für Broken Trail
- Daniel Giat für Bury My Heart at Wounded Knee
- Sandy Welch für Jane Eyre (Masterpiece Theater)
- Frank Deasy für Prime Suspect: The Final Act (Masterpiece Theater)
- Josann McGibbon und Sara Parriott für The Starter Wife

## Nominierungen für die Creative Arts Emmy Awards
Die Preisträger sind fett gekennzeichnet.

### Gastdarsteller in einer Dramaserie
(Outstanding Guest Actor in a Drama Series)
- Christian Clemenson als Jerry Espenson in Boston Legal
- Forest Whitaker als Curtis Ames in Emergency Room – Die Notaufnahme
- David Morse als Michael Tritter in Dr. House
- Eli Wallach als Eli Weintraub in Studio 60 on the Sunset Strip
- John Goodman als Judge Robert Bebe in Studio 60 on the Sunset Strip
- Tim Daly als J.T. Dolan in Die Sopranos

### Gastdarsteller in einer Comedyserie
(Outstanding Guest Actor in a Comedy Series)
- Martin Landau als Bob Ryan in Entourage
- Ian McKellen als er selbst in Extras
- Stanley Tucci als David Ruskin in Monk
- Beau Bridges als Carl Hickey in My Name is Earl
- Giovanni Ribisi als Ralph Mariano in My Name is Earl

### Gastdarstellerin in einer Dramaserie
(Outstanding Guest Actress in a Drama Series)
- Jean Smart als Martha Logan in 24
- Kate Burton als Ellis Grey in Grey’s Anatomy
- Elizabeth Reaser als Jane Doe in Grey’s Anatomy
- Leslie Caron als Lorraine Chalmers in Law & Order: Special Victims Unit
- Marcia Gay Harden als Star Morrison in Law & Order: Special Victims Unit

### Gastdarstellerin in einer Comedyserie
(Outstanding Guest Actress in a Comedy Series)
- Elaine Stritch als Colleen Donaghy in 30 Rock
- Dixie Carter als Gloria Hodge in Desperate Housewives
- Laurie Metcalf als Carolyn Bigsby in Desperate Housewives
- Judith Light als Claire Meade in Ugly Betty
- Salma Hayek als Sofia Reyes in Ugly Betty

### Varieté-, Musik- oder Comedyspezial
(Outstanding Variety, Music or Comedy Special)
präsentiert von Steve Carell
- A Tribute to James Taylor (Great Performances)
- Lewis Black: Red, White & Screwed
- The Comedy Central Roast of William Shatner
- The Kennedy Center Honors: A National Celebration of the Performing Arts
- Tony Bennett: An American Classic
- Wanda Sykes: Sick and Tired

### Kindersendung
(Outstanding Children's Program)
- Hannah Montana
- Nick News with Linda Ellerbee: Private Worlds: Kids and Autism
- That's So Raven
- The Suite Life of Zack & Cody
- When Parents are Deployed

### Dokumentation (Spezial)
(Outstanding Non-Fiction Special)
- AFI's 100 Years…100 Cheers: America's Most Inspiring Movies
- Blood Diamonds
- Brando
- Ghosts of Abu Ghraib
- Star Wars: The Legacy Revealed

### Dokumentation (Serie)
(Outstanding Non-Fiction Series)
- American Masters
- Biography
- Deadliest Catch (Der gefährlichste Job Alaskas – Die Serie)
- Inside the Actors Studio
- planet erde

### Reality-TV-Sendung
(Outstanding Reality Program)
- Antiques Roadshow
- Dog Whisperer with Cesar Millan
- Extreme Makeover: Home Edition
- Kathy Griffin: My Life on the D-List
- Penn & Teller: Bullshit!

### Zeichentricksendung (kürzer als eine Stunde)
(Outstanding Animated Program (for Programming Less Than One Hour))
- Avatar: The Last Airbender (Episode „City of Walls and Secrets“)
- Robot Chicken (Episode „Lust for Puppets“)
- South Park (Episode „Make Love, Not Warcraft“)
- SpongeBob SquarePants (Episode „Bummer Vacation / Wigstruck“)
- The Simpsons (Episode „The Haw-Hawed Couple“)

### Zeichentricksendung (eine Stunde oder länger)
(Outstanding Animated Program (for programming one hour or more))
- Good Wilt Hunting (Foster's Home for Imaginary Friends)
- Hellboy Animated: Sword of Storms
- Secrets of the Deep
- Where's Lazlo? (Camp Lazlo)

### Künstlerische Leitung in einer Multi-Kamera-Serie
(Outstanding Art Direction for a Multi-Camera Series)
- How I Met Your Mother
- The Class (Episode „Pilot“)

### Künstlerische Leitung in einer Single-Kamera-Serie
(Outstanding Art Direction for a Single-Camera Series)
- Deadwood
- Heroes (Episode „Genesis“)
- Rom
- Shark (Episode „Teacher's Pet“)
- Die Tudors – Mätresse des Königs (Episode „Episode 101“)
- Ugly Betty (Episode „The Box and the Bunny“)

### Künstlerische Leitung in einer Miniserie, einem Film oder einem Spezial
(Outstanding Art Direction for a Miniseries, Movie or Special)
- Broken Trail
- Bury My Heart at Wounded Knee
- Jane Eyre (Masterpiece Theater)
- Return to Halloweentown
- The Starter Wife

### Künstlerische Leitung in einer Varieté- oder Musiksendung
(Outstanding Art Direction for a Variety or Music Program)
- Oscarverleihung 2007
- Cirque Du Soleil: Corteo
- Desperate Crossing: The Untold Story of The Mayflower
- Engineering an Empire (Episode „Egypt“)
- Hell's Kitchen (Episode 210)
- MADtv (Episode 1209)
- Tony Bennett: An American Classic

### Casting für eine Comedyserie
(Outstanding Casting for a Comedy Series)
- 30 Rock
- Desperate Housewives
- Entourage
- Ugly Betty
- Weeds – Kleine Deals unter Nachbarn

### Casting für eine Dramaserie
(Outstanding Casting for a Drama Series)
- Brothers & Sisters
- Friday Night Lights
- Grey’s Anatomy
- Studio 60 on the Sunset Strip
- Die Tudors – Mätresse des Königs

### Casting für eine Miniserie, einen Fernsehfilm oder ein Spezial
(Outstanding Casting for a Miniseries, Movie or Special)
- Broken Trail
- Bury My Heart at Wounded Knee
- Jane Eyre (Masterpiece Theater)
- The Path to 9/11
- The Ron Clark Story
- The Starter Wife

### Choreographie
(Outstanding Choreography)
- Louis Van Amstel für Dancing with the Stars (Episode 303A)
- Wade Robson für So You Think You Can Dance (Episode „Ramalama (Bang Bang)“)
- Mia Michaels für So You Think You Can Dance – (Episode „Calling You“)
- John DeLuca und Rob Marshall für Tony Bennett: An American Classic

### Kinematographie für eine Multi-Kamera-Serie
(Outstanding Cinematography for a Multi-Camera Series)
- Immer wieder Jim (Episode „Hoosier Daddy“)
- Rules of Engagement (Episode „Jeff's Wooby“)
- Two and a Half Men (Episode „Release the Dogs“)

### Kinematographie für eine Single-Kamera-Serie
(Outstanding Cinematography for a Single-Camera Series)
- CSI: Crime Scene Investigation
- Deadwood
- Rom
- Studio 60 on the Sunset Strip
- Die Sopranos

### Kinematographie für eine Miniserie oder einen Fernsehfilm
(Outstanding Cinematography for a Miniseries or Movie)
- Broken Trail
- Bury My Heart at Wounded Knee
- Jane Eyre (Masterpiece Theater)
- The Path to 9/11
- The Valley of Light

### Kinematographie für eine Dokumentation
(Outstanding Cinematography for Non-Fiction Programming)
- Deadliest Catch
- Meerkat Manor
- planet erde
- This American Life
- When the Leeves Broke: A Requiem in Four Acts

### Kinematographie für eine Reality-TV-Sendung
(Outstanding Cinematography for Reality Programming)
- Dirty Jobs
- Intervention
- Project Runway
- The Amazing Race
- Top Chef

### Werbespot
(Outstanding Commercial)
- Animals – American Express
- Battle – Cingular
- Happiness Factory – Coca-Cola
- Jar – GE
- Pinball – Pepsi
- Singing Cowboy – TheTruth.com
- Snowball – Travelers

### Kostüme für eine Serie
(Outstanding Costumes for a Series)
- Deadwood (Episode „Amateur Night“)
- Desperate Housewives (Episode „Getting Married Today“)
- Rom (Episode „De Patre Vostro (About Your Father)“)
- The Tudors (Episode „Episode 103“)
- Ugly Betty (Episode „I'm Coming Out“)

### Kostüme für eine Miniserie, einen Fernsehfilm oder ein Spezial
(Outstanding Costumes for a Miniseries, movie or a Special)
- Broken Trail Teil 2
- Bury My Heart at Wounded Knee
- Jane Eyre (Masterpiece Theatre)
- Die Moormörderin von Manchester
- The Starter Wife Teil 1

### Regie für eine Dokumentation
(Outstanding Directing for nonfiction Programming)
- Rory Kennedy für Ghosts of Abu Ghraib
- Kevin Burns für Star Wars: The Legacy Revealed
- Lauren Greenfield für Thin
- Christopher Wicha für This American Life (Episode „God's Closeup“)
- Spike Lee für When the Levees Broke: A Requiem in Four Acts

### Schnitt für eine Dramaserie (Single-Kamera)
(Outstanding Single-Camera Picture Editing for a Drama Series)
- Dexter (Episode „Dexter“)
- Heroes (Episode „Genesis“)
- Lost (Episode „Through the Looking Glass“)
- Die Sopranos (Episode „Soprano Home Movies“)
- Die Sopranos (Episode „The Second Coming“)

### Schnitt für eine Comedyserie (Single-Kamera)
(Outstanding Single-Camera Picture Editing for a Comedy Series)
- My Name is Earl (Episode „Guess Who's Coming Out of Joy?“)
- My Name is Earl (Episode „The Trial“)
- Das Büro (Episode „The Job“)
- Weeds – Kleine Deals unter Nachbarn (Episode „Crush Girl Love Panic“)
- Weeds – Kleine Deals unter Nachbarn (Episode „Mrs. Botwin's Neighborhood“)

### Schnitt für eine Miniserie, einen Fernsehfilm oder ein Spezial (Single-Kamera)
(Outstanding Single-Camera Picture Editing for a Miniseries, Movie or Special)
- Broken Trail – Teil 2
- Bury My Heart at Wounded Knee
- Jane Eyre (Masterpiece Theater)
- Life Support
- The Path to 9/11 – Night 2
- The Starter Wife – Teil 3

### Schnitt für eine Serie (Multi-Kamera)
(Outstanding Multi-Camera Picture Editing for a Series)
- American Idol (Episode „Idol Gives Back“)
- Dancing with the Stars (Episode 304)
- How I Met Your Mother (Episode „Robin Sparkles“)
- The Daily Show with Jon Stewart (Episode #12043)
- Two and a Half Men (Episode „Release the Dogs“)

### Schnitt für ein Spezial
(Outstanding Picture Editing for a Special (Single or Multi-Camera))
- Oscarverleihung 2007
- A Tribute to James Taylor
- Cirque du Soleil: Corteo
- Lewis Black: Red, White & Screwed
- Tony Bennett: An American Classic

### Schnitt für eine Dokumentation
(Outstanding Picture Editing for a Non-Fiction Programming)
- AFI's 100 Years…100 Cheers: America's Most Inspiring Movies
- Deadliest Catch – The Unforgiving Sea
- Ghosts of Abu Ghraib – Sari Gilman
- Meerkat Manor – Family Affair
- planet erde – Mountains
- When the Levees Broke: A Requiem in Four Acts

### Hairstyling für eine Serie
(Outstanding Hairstyling for a Series)
- Dancing with the Stars (Episode #303)
- Deadwood (Episode „A Constant Throb“)
- Desperate Housewives (Episode „It Takes Two“)
- Rom (Episode „De Patre Vostro (About Your Father)“)
- Ugly Betty (Episode „I'm Coming Out“)

### Hairstyling für eine Miniserie, einen Fernsehfilm oder ein Spezial
(Outstanding Hairstyling for a miniseries, movie or special)
- Oscarverleihung 2007
- Broken Trail
- Bury My Heart at Wounded Knee
- Jane Eyre (Masterpiece Theater)

### Beleuchtung für eine Varieté-, Musik- oder Comedysendung
(Outstanding Lighting Direction (electronic, multicamera) for VMC Programming)
- Grammyverleihung 2007
- Oscarverleihung 2007
- American Idol – Finale
- Dancing with the Stars (Episode 308)
- Late Night with Conan O’Brien (Episode #2408)

### Main Title Design
(Outstanding Main Title Design)
- Dexter
- Hustle
- Standoff
- The Lost Room
- The Path to 9/11
- Ugly Betty

### Makeup für eine Serie (nicht prothetisch)
(Outstanding Makeup for a Series (non-prosthetic))
- CSI: Crime Scene Investigation (Episode „Fannysmackin'“)
- Dancing with the Stars (Episode Number 30)
- Deadwood (Episode „I Am Not The Man You Take Me For“)
- MADtv (Episode 1210)
- Rom (Episode „De Patre Vostro (About Your Father)“)

### Makeup für eine Serie, eine Miniserie, einen Fernsehfilm oder ein Spezial (prothetisch)
(Outstanding Makeup for a Series, Miniseries, Movie or Special (Prosthetic))
- CSI: Crime Scene Investigation (Episode „Living Legend“)
- Grey’s Anatomy (Episode „My Favorite Mistake“)
- Dr. House (Episode „Que Sera Sera“)
- MADtv (Episode 1203)
- Nip/Tuck – Schönheit hat ihren Preis (Episode „Conor McNamara, 2026“)

### Makeup für eine Miniserie, einen Fernsehfilm oder ein Spezial (nicht prothetisch)
(Outstanding Makeup for a Miniseries, Movie or Special (Non-prosthetic))
- Broken Trail
- Bury My Heart at Wounded Knee
- Desperate Crossing: The Untold Story of The Mayflower
- Nightmares and Dreamscapes: From the Stories of Stephen King
- The Starter Wife

### Musikkomposition für eine Serie (Dramatic Underscore)
(Outstanding Music Composition for a Series (Dramatic Underscore))
- Sean Callery für 24
- John M. Keane für CSI: Crime Scene Investigation (Episode „Law of Gravity“)
- Mark Snow für Ghost Whisperer – Stimmen aus dem Jenseits (Episode „Love Never Dies“)
- Snuffy Walden für Kidnapped – 13 Tage Hoffnung (Episode „Pilot“)
- George Fenton für planet erde (Episode „From Pole to Pole“)
- Jeff Beal für Rom (Episode „Philippi“)

### Musikkomposition für eine Miniserie, einen Fernsehfilm oder ein Spezial (Dramatic Underscore)
(Outstanding Music Composition for a Miniseries, Movie or Special (Dramatic Underscore))
- Todd Boekelheide für Boffo! Tinseltown's Bombs and Blockbusters
- Van Dyke Parks und David Mansfield für Broken Trail
- George S. für Bury My Heart at Wounded Knee
- Rob Lane für Die Moormörderin von Manchester
- Jeff Beal für Nightmares and Dreamscapes: From the Stories of Stephen King (Battleground)
- Joseph LeDuca für The Librarian: Return to King Solomon's Mines
- John Cameron für The Path to 9/11

### Musikalische Leitung
(Outstanding Music Direction)
- Oscarverleihung 2007 – William Ross
- Dancing with the Stars (Episode 310) – Harold Wheeler
- Scrubs – Die Anfänger (Episode „My Musical“) – Jan Stevens
- The 60th Annual Tony Awards – Elliot Lawrence

### Musik und Liedtexte
(Outstanding Music & Lyrics)
- Family Guy (Episode „Peter's Two Dads“) – Liedtitel: My Drunken Irish Dad
- MADtv (Episode 1209) – Song Title: Merry Ex-Mas
- Saturday Night Live (Gastgeber: Justin Timberlake) – Liedtitel: Dick in a Box
- Scrubs – Die Anfänger (Episode „My Musical“) – Liedtitel: Everything Comes Down To Poo
- Scrubs – Die Anfänger (Episode „My Musical“) – Liedtitel: Guy Love

### Main Title Theme Music
(Outstanding Main Title Theme Music)
- 30 Rock (Episode „Hard Ball“)
- Dexter
- Hu$tle (Episode 401)
- On the Lot (Episode 102A)
- The Tudors (Episode 5)

### Tonbearbeitung für eine Serie
(Outstanding Sound Editing for a Series)
- 24 (Episode „10:00 PM – 11:00 PM“)
- Battlestar Galactica (Episode „Exodus, Part 2“)
- CSI: Miami (Episode „No Man's Land“)
- Emergency Room – Die Notaufnahme (Episode „Bloodline“)
- Lost (Episode „A Tale of Two Cities“)
- Smallville (Episode „Zod“)

### Tonbearbeitung für eine Miniserie, einen Fernsehfilm oder ein Spezial
(Outstanding Sound Editing for a Miniseries, Movie or Special)
- Broken Trail – Night 2
- Bury My Heart at Wounded Knee
- The Librarian: Return to King Solomon's Mines
- The Path to 9/11 – Night 1
- Tsunami: The Aftermath – Teil 1

### Tonbearbeitung für eine Dokumentation
(Outstanding Sound Editing for a Non-Fiction Program)
- American Masters Atlantic Records: The House That Ahmet Built
- Ghosts of Abu Ghraib
- planet erde (Episode „Pole To Pole“)
- The Amazing Race (Episode „I Know Phil, Little Ol' Gorgeous Thing“)
- When the Levees Broke: A Requiem in Four Acts

### Tonabmischung für eine Serie (Single-Kamera)
(Outstanding Single Camera Sound Mixing for a Series)
- 24 (Episode „11:00 PM“)
- Boston Legal (Episode „Lincoln“)
- CSI: Crime Scene Investigation (Episode „Living Doll“)
- Deadwood (Episode „A Two-Headed Beast“)
- Heroes (Episode „Genesis“)
- Die Sopranos (Episode „Stage 5“)

### Tonabmischung für eine Miniserie oder einen Fernsehfilm
(Outstanding Sound Mixing for a Miniseries or a Movie)
- Broken Trail – Night 2
- Bury My Heart at Wounded Knee
- Jane Eyre (Masterpiece Theater) – Teil 1
- Krakatoa: Volcano of Destruction
- The Lost Room – The Key and The Clock (Night 1)

### Tonabmischung für eine Serie oder ein Spezial (Multi-Kamera)
(Outstanding Multi-Camera Sound Mixing for a Series or Special)
- 30 Rock (Episode „Corporate Crush“)
- Entourage (Episode „One Day in the Valley“)
- My Name Is Earl (Episode „Our Cops Is On!“)
- Scrubs – Die Anfänger (Episode „My Musical“)
- The Office (Episode „The Coup“)

### Tonabmischung für eine Varieté- oder Musikserie oder ein Spezial
(Outstanding Sound Mixing for a Variety or Music Series or Special)
- Grammyverleihung 2007
- Oscarverleihung 2007
- The Daily Show with Jon Stewart (Episode #12061)
- The Magic Flute (Great Performances At The Met)
- Tony Bennett: An American Classic

### Tonabmischung für eine Dokumentation
(Outstanding Sound Mixing for a Non-Fiction Program)
- American Masters (Episode „Atlantic Records: The House That Ahmet Built“)
- Deadliest Catch (Episode „The Unforgiving Sea“)
- planet erde (Episode „Pole To Pole“)
- The Amazing Race (Episode „I Know Phil, Little Ol' Gorgeous Thing“)
- When The Levees Broke: A Requiem In Four Acts

### Stuntkoordination
(Outstanding Stunt Coordination)
- 24
- CSI: Miami
- CSI: NY
- Emergency Room – Die Notaufnahme
- Heroes

### Visuelle Effekte für eine Serie
(Outstanding Visual Effects for a Series)
- Battlestar Galactica (Episode „Exodus, Part 2“)
- Eureka – Die geheime Stadt (Episode „Pilot“)
- Grey’s Anatomy (Episode „Walk on Water“)
- Heroes (Episode „Five Years Gone“)
- Rom (Episode „Philippi“)

### Visuelle Effekte für eine Miniserie, einen Fernsehfilm oder ein Spezial
(Outstanding Visual Effects for a Miniseries, Movie or Special)
- Bury My Heart at Wounded Knee
- Drive – The Starting Line
- Nightmares and Dreamscapes: From the Stories of Stephen King – The End of the Whole Mess
- Nightmares and Dreamscapes: From the Stories of Stephen King – Battleground
- Secrets Of The Deep
- The Path to 9/11

### Technische Leitung, Kameraarbeit, Video für eine Serie
(Outstanding Technical Direction, Camerawork, Video for a Series)
- Grammyverleihung 2007
- Oscarverleihung 2007
- American Idol – Idol Gives Back
- Comic Relief 2006
- Dane Cook Vicious Circle
- Super Bowl XLI Halftime Show (Prince)
- Tony Bennett: An American Classic

### Technische Leitung, Kameraarbeit, Video für eine Miniserie, einen Fernsehfilm oder ein Spezial
(Outstanding Technical direction, camerawork, video for a miniseries, movie or special)
- American Idol (Bon Jovi)
- Dancing with the Stars (Episode 310)
- Jimmy Kimmel Live (Jay Z Show)
- Late Night with Conan O’Brien (Episode #2424)
- Saturday Night Live (Gastgeber: Alec Baldwin; Musikgast: Christina Aguilera)

### Außergewöhnliche Leistung (Dokumentation)
(Exceptional Merit in Non-Fiction Award)
- Jonestown: The Life and Death of Peoples Temple
- Lion in The House
- When the Levees Broke: A Requiem in Four Acts